# Дієго Конде
Дієго Конде (ісп. Diego José Conde Alcolado); нар. 28 жовтня 1998, Мадрид) — іспанський футболіст, воротар клубу «Вільярреал».

## Клубна кар'єра
Уродженець Мадриду, Дієго вихованець столичного клубу «Атлетіко». У сезоні 2017–18 потрапляє до резервної команди «Атлетіко Мадрид Б», дебютував у складі мадридців 19 листопада 2017 року в програшному гостьовому матчі 3–0 проти «Депортиво Фабріль» Сегунда Дивізіон Б. Здебільшого Конде був дублером основного голкіпера але продовжив контракт до 2021 року. 1 липня 2018 року на правах оренди перейшов до клубу «Навалькарнеро» до завершення сезону. Після завершеня угоди повернувся до складу команди «Атлетіко Мадрид Б».
28 серпня 2020 року Конде на правах оренди перейшов терміном на один рік до команди «Леганес», який виступав на той момент в Сегунда Дивізіон. 20 вересня дебютував за «Леганес» у виїзному матчі проти «Луго», якому поступились 2–1.
У липні 2021 року Конде приєднався до команди Ла-Ліги «Хетафе», як запасний воротар після Рубена Яньєса та Давіда Сорії. 4 лютого 2022 року дебютував у вищому дивізіоні, замінивши останнього в переможному домашньому матчі 3–0 проти «Леванте».
Попри те що Дієго в сезоні 2022–23 так і залишився лише третім воротарем команди після Яньєса та Сорії, він підписав 16 червня 2023 року постійний дворічний контракт. За підсумками сезону другого дивізіону Іспанії Конде став володарем Трофею Самори пропустивши найменшу кількість голів (27) за весь сезон, допомігши клубі стати чемпіоном та повернутись до Ла-Ліги.
2 липня 2024 року Конде підписав п'ятирічний контракт із клубом «Вільярреал». За підсумками вересня місяця визнаний найкращим воротарем ліги.

## Родина
Його рідна сестра Марія професійна баскетболістка.

## Титули і досягнення
Леганес
- Сегунда Дивізіон: 2023–24

Особисті
- Трофей Самори (Сегунда Дивізіон): 2023–24
- Сейв місяця Ла-Ліги: серпень 2024[11]